# Wahlen in der Zentralafrikanischen Republik
Diese Übersicht enthält alle Wahlen in der Zentralafrikanischen Republik seit der Unabhängigkeit 1960.
| Datum                              | Art                                      | Bemerkungen |
| ---------------------------------- | ---------------------------------------- | --- |
| 11. Januar 1964                    | Präsidentschaftswahl                     | Der einzige Kandidat, David Dacko von der Einheitspartei MESAN, wurde mit 99,97 % aller Stimmen gewählt. Die Amtszeit sollte sieben Jahre betragen und endete durch einen Putsch am 1. Januar 1966.                                                                        |
| 15. März 1964                      | Parlamentswahl                           | Die Einheitspartei MESAN erhielt 98,96 % aller Stimmen. |
| 1. Februar 1981                    | Verfassungsreferendum                    | angenommen mit 98,55 %. |
| 15. März 1981                      | Präsidentschaftswahl                     | erste Wahl mit mehreren Kandidaten und Parteien. Der durch einen Putsch 1979 an die Macht gekommene David Dacko von der UDC wurde mit 51,10 % gewählt. Er wurde jedoch nach wenigen Monaten am 1. September 1981 durch einen Putsch des Generals André Kolingba abgesetzt. |
| 21. November 1986                  | Verfassungsreferendum                    | angenommen mit 92,22 %. Dadurch wurde die neu geschaffene RDC („Zentralafrikanische Demokratische Sammlung“) zur Einheitspartei des Staates und der Präsident galt als für weitere sechs Jahre gewählt.                                                                    |
| 31. Juli 1987                      | Parlamentswahl                           | Eine Stimmabgabe gegen die Einheitspartei RDC war nicht möglich, diese erhielt daher 100 %. |
| 25. Oktober 1992                   | Präsidentschaftswahl und Parlamentswahl  | Die Ergebnisse wurden gerichtlich für ungültig erklärt. |
| (22. August / 19. September) 1993  | Parlamentswahl                           | Erste Parlamentswahl mit mehreren Parteien. Mit Abstand stärkste Partei, aber ohne absolute Mehrheit, wurde die MLPC. Bei der gleichzeitigen Präsidentschaftswahl wurde der MLCP-Kandidat Ange-Félix Patassé gewählt.                                                      |
| 28. Dezember 1994                  | Verfassungsreferendum                    | angenommen mit 82,7 %. |
| (22. November / 13. Dezember) 1998 | Parlamentswahlen                         | Die MLPC erhielt fast die Hälfte der Sitze, jedoch schlossen sich fast alle übrigen Parteien zur UFAP zusammen und kamen so auf eine Mehrheit. |
| 25. Oktober 1999                   | Präsidentschaftswahl.                    | Präsident Patassé wurde bereits im ersten Wahlgang mit 51,33 % bestätigt. Am 15. März 2003 wurde er durch einen Putsch gestürzt, neuer Präsident wurde François Bozizé. |
| 5. Dezember 2004                   | Verfassungsreferendum                    | angenommen mit 91,37 %. |
| (13. März / 8. Mai) 2005           | Präsidentschaftswahl und Parlamentswahl. | Gewählt wurde Präsident Bozizé. |
| 2011                               | Präsidentschaftswahl und Parlamentswahl. | Der Präsident wurde wiedergewählt. Fast alle Sitze im Parlament gingen an die parteiübergreifende Koalition Nationale Konvergenz „Kwa Na Kwa“. Jedoch kam es am 24. März 2013 zum Putsch, der Präsident floh ins Ausland.                                                  |
| (13. / 14. Dezember) 2015          | Verfassungsreferendum                    | angenommen mit 93,00 %. Neu vorgesehen werden ein Senat und ein Oberster Gerichtshof. Die Amtszeit des Präsidenten wird auf zwei fünfjährige Amtsperioden begrenzt. |
| 2015/16                            | Präsidentschaftswahl                     | gewählt wurde der unabhängige Kandidat Faustin-Archange Touadéra. Gleichzeitig Parlamentswahl, fast die Hälfte der Sitze ging an unabhängige Kandidaten, alle Parteien blieben unter 10 %.                                                                                 |